# 8583 Froberger
8583 Froberger este un asteroid din centura principală de asteroizi.

## Descriere
8583 Froberger este un asteroid din centura principală de asteroizi. A fost descoperit pe 8 ianuarie 1997 la Prescott de Paul G. Comba. Asteroidul prezintă o orbită caracterizată de o semiaxă mare de 3,19 ua, o excentricitate de 0,14 și o înclinație de 1,5° în raport cu ecliptica.